# José Manuel Aristizábal
José Manuel de Aristizábal y Machón (Madrid, 26 de agosto de 1882-ibidem, 6 de febrero de 1950) fue un político español, alcalde presidente del Ayuntamiento de Madrid entre 1927 y 1930.

## Biografía
Nacido en Madrid el 26 de agosto de 1882. Era hijo de José de Aristizábal Ortiz y de María Concepción Machón y nieto de Gabriel Aristizábal Reutt. Contrajo matrimonio en 1911 con María del Rosario Sánchez Arjona de Velasco. Miembro de la Juventud Católica Española, colaboró con la dictadura de Primo de Rivera y ejerció de miembro de la Asamblea Nacional Consultiva entre 1927 y 1930. El 20 de diciembre de 1927 se convirtió en Alcalde de Madrid.
Murió el 6 de febrero de 1950 en su ciudad natal, sin tener sucesión.
Descendiente del Teniente General Don Gabriel de Aristizábal y Espinosa, donó a instancias de Julio Guillén Tato, director del Museo Naval, el retrato del siglo XVIII de su antepasado que se encuentra en el Museo Naval de Madrid.